# Dongtan
Dongtan (en chino tradicional, 東灘; en chino simplificado, 东滩; pinyin, Dōngtān) es una nueva ecociudad planeada al este de la isla de Chongming (en la desembocadura del río Yangtsé con el océano Pacífico), en las afueras de Shanghái, China, que está siendo diseñada por un equipo internacional de profesionales encabezado por el arquitecto chileno Alejandro Gutiérrez, consultor de la compañía británica Arup. La urbe comenzará a construirse en 2007 y contará con una superficie de 8.500 hectáreas y unos 500 mil habitantes. El desarrollo se detuvo en septiembre de 2006 y fue abandonado oficialmente alrededor de 2010 tras la falta de aprobación para transformar tierras agrícolas, disputas entre los promotores (Arup y SIIC) y consecuencias políticas de la caída de sus patrocinadores.En abril de 2010 se habilitó el Parque Internacional de Humedales Dongtan, dedicado a la restauración ecológica y protección del entorno

## Diseño ecológico
En 2004, Gutiérrez fue contactado para que analizara el desarrollo de un complejo inmobiliario en la isla. El problema era que se emplazaría cerca de un humedal, sitio protegido por el Convenio de Ramsar, donde habita el ave espátula, de la cual quedan sólo mil ejemplares en toda Asia. El poder económico de Shanghái hizo viable la iniciativa; incluso actualmente se estudia la construcción de dos ciudades más en el área y otras dos en Pekín. En octubre de 2005 se presentó el diseño final, aprobado por la Shanghai Industrial Investment Corporation. La iniciativa cuenta además con el apoyo del gobierno chino. La inversión en su etapa inicial fluctuará entre los 500 y 1000 millones de dólares. 
Dongtan sólo utilizará energía renovable (biomasa, eólica y solar). Los automóviles y el transporte público funcionarían con hidrógeno u otro tipo de energía limpia. En una primera fase ellos botan todo se reciclará el 80% de la basura y el resto irá a parar a rellenos sanitarios. El agua potable será utilizada dos veces: primero para consumo humano y luego para descargas sanitarias y regadío de cultivos orgánicos. Los edificios tendrán una altura máxima de 8 pisos y ahorrarán dos tercios de la energía que consume uno convencional, por lo que serán edificios energéticamente eficientes. La ciudad estará apartada 3,5 kilómetros del humedal y el transporte público será la base para movilizarse. En una primera etapa contará con buses, luego se sumarán tranvías y un ferrocarril suburbano que comunicará con Shanghái. Asimismo, el diseño inteligente contempla que sus habitantes se movilicen a pie o en bicicleta.
La ciudad estará dividida en villas de 25.000 a 30.000 habitantes. Desde el punto de vista económico se sustentará con tres polos de desarrollo: centros de educación superior e investigación de temas relacionados con el uso de la energía, turismo y desarrollo agrícola.
Está previsto que antes de 2040 la ciudad deberá tener un tamaño equivalente a la mitad del que tiene Manhattan.